# Professor des Jahres

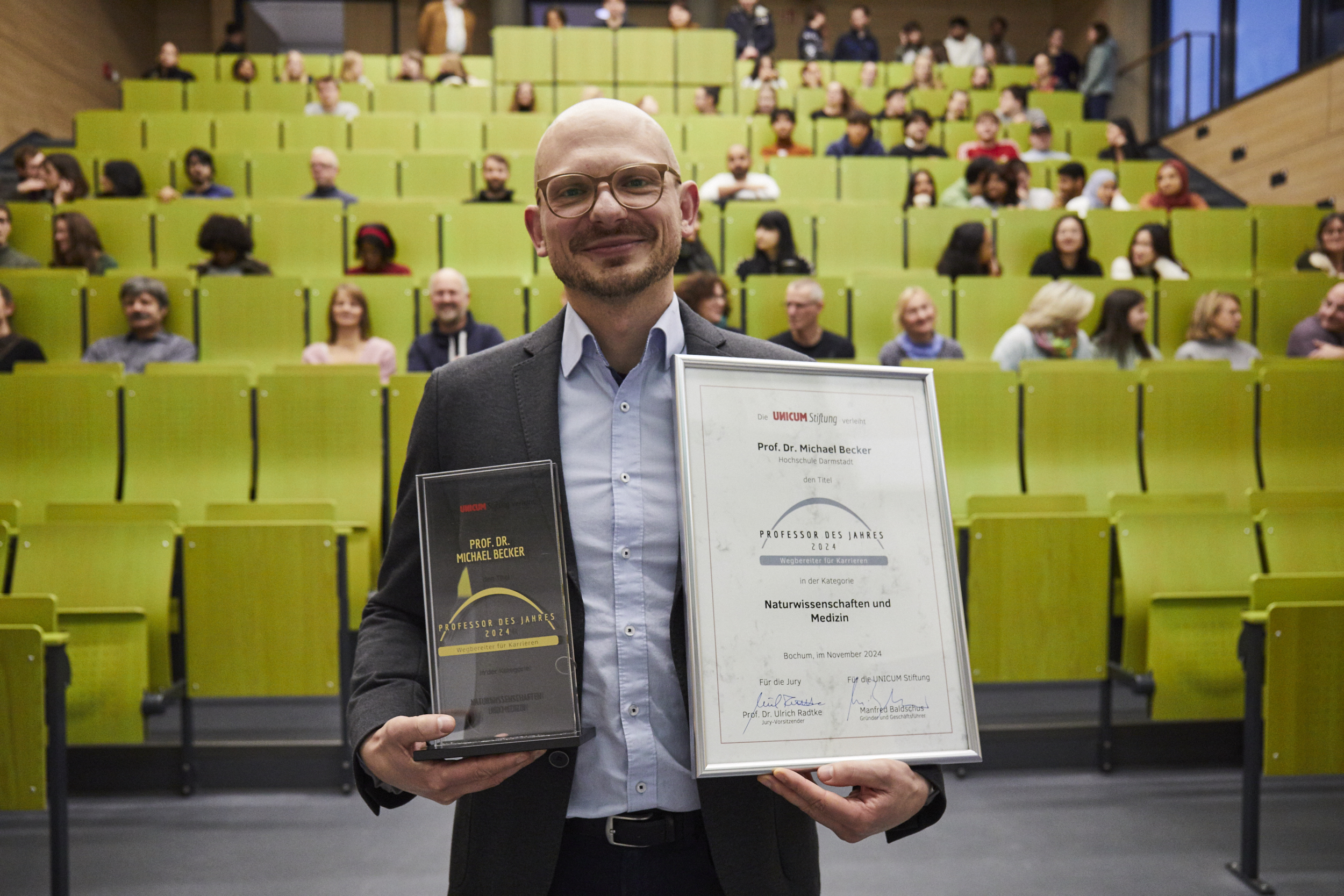
Akademische Feier an der Hochschule Darmstadt zur Auszeichnung von Michael Becker als einer der vier Professor/inn/en des Jahres 2024.

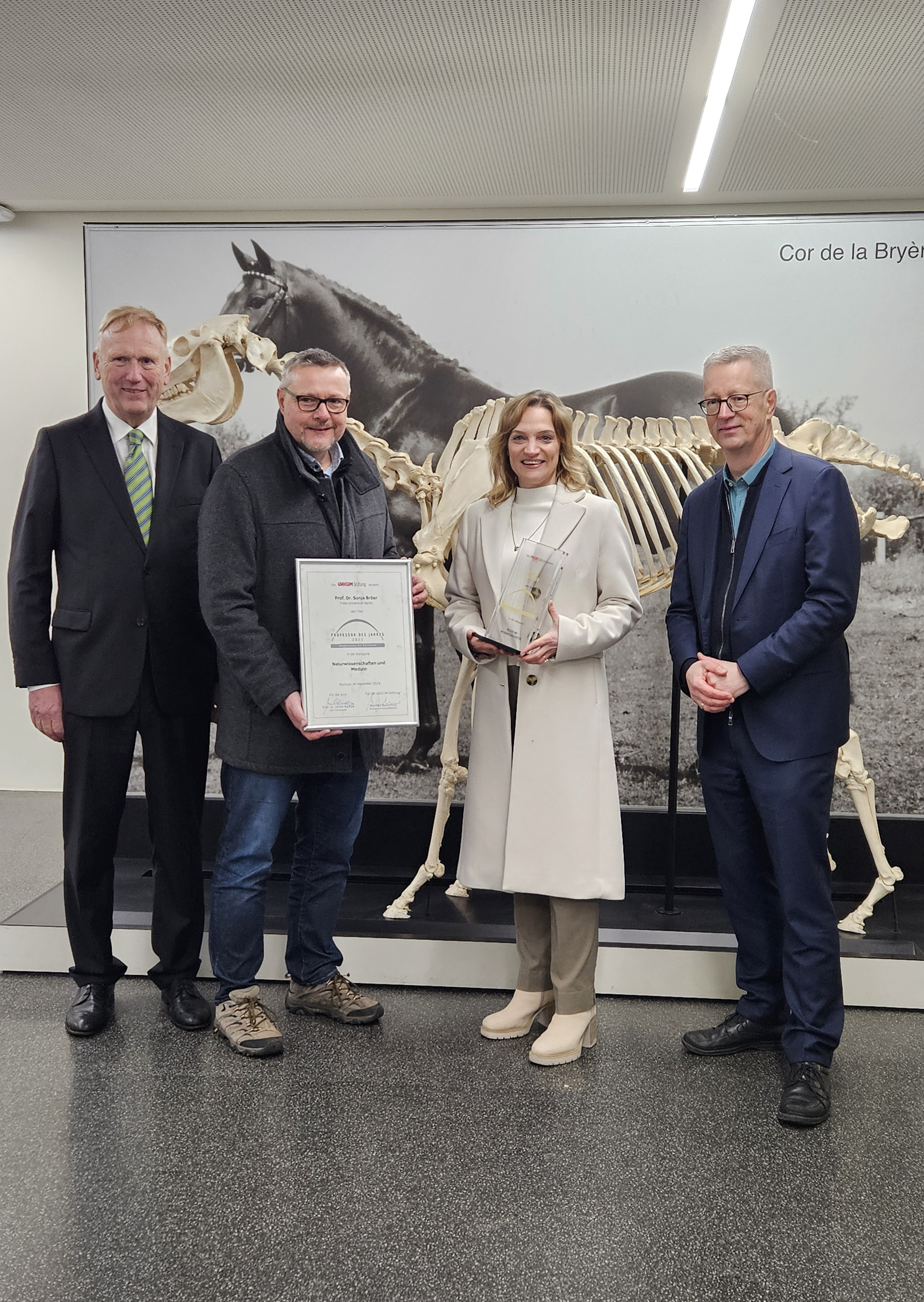
Professorin des Jahres 2023 wurde die Veterinärmedizinerin Sonja Bröer (FU Berlin).

Professor des Jahres  ist eine Auszeichnung für Wissenschaftler, die als Professoren an Hochschulen lehren. Organisatorin ist die Unicum-Stiftung.

## Verfahren
Der Juryarbeit vorgeschaltet ist ein zweistufiges Verfahren, das aus einer Nominierungs- und einer Bewerbungsphase besteht. In der Nominierungsphase, die von April bis Juni reicht, haben Studierende, Arbeitgeber und wissenschaftliche Hochschulmitarbeiter und -mitarbeiterinnen die Möglichkeit, Professorinnen und Professoren online für die Auszeichnung vorzuschlagen und dieses zu begründen. In der Bewerbungsphase, die bis in den Sommer reicht, werden die nominierten Professorinnen und Professoren gebeten, sich um die Auszeichnung zu bewerben, d. h. Belege für ihre besonderes Engagement als „Wegbereiter für Karrieren“ einzureichen.
Die Auszeichnung wird seit 2006 in vier Kategorien verliehen:
- Geistes-, Gesellschafts- und Kulturwissenschaften
- Ingenieurwissenschaften und Informatik
- Naturwissenschaften und Medizin
- Wirtschaftswissenschaften und Jura

Ziel der Auszeichnung ist es, in Deutschland lehrende Professorinnen und Professoren zu motivieren, nicht nur für die Wissenschaft, sondern für die berufliche Praxis ausbilden und sich als Brückenbauer und -bauerinnen ihrer Studierenden in die Arbeitswelt zu verstehen. Geehrt werden sollen Hochschullehrerinnen und Hochschullehrer, die sich in besonderer Weise für den erfolgreichen Berufseinstieg ihrer Studierenden engagieren – zum Beispiel durch Praxisbezug in der Lehre, Vermittlung von Praktika, Diplomarbeitsthemen und Einstiegspositionen, Förderung berufspraktischer Schlüsselkompetenzen oder Vermittlung von Kontakten zu Arbeitgeberinnen und Arbeitgebern. 

## Die Jury
Die Entscheidung über die Preisträgerinnen und Preisträger trifft eine unabhängige Jury. Deren Vorsitzende waren bzw. sind:
- Klaus Landfried (2006–2014), ehem. Präsident der Hochschulrektorenkonferenz, ehem. Präsident der Universität Kaiserslautern
- Winfried Schulze (2015–2021), ehem. Vorsitzender des Wissenschaftsrates, ehem. Direktor des Mercator Research Centers Ruhr, ehem. Vorsitzender des Beirats des Centrums für Hochschulentwicklung CHE.
- Ulrich Radtke (seit 2022), ehem. Vizepräsident der Hochschulrektorenkonferenz, ehem. Rektor der Universität Duisburg-Essen

Der Jury gehören (Stand 2025) neben ihrem Vorsitzenden Radtke an:
- Gesine Grande, Professorin für Psychologie und Präsidentin der Brandenburgischen Technischen Universität Cottbus-Senftenberg
- Michaela Geierhos, Professorin für Data Science und Technische Direktorin am Forschungsinstitut CODE der Universität der Bundeswehr München
- Metin Tolan, Professor für Experimentelle Physik und ehem. Präsident der Universität Göttingen
- Manfred Baldschus, Geschäftsführer der Unicum Stiftung, die die Auszeichnung organisiert.

## Die Auszeichnungen
Die Jury vergibt in jeder der vier Wissenschaftskategorien einen ersten, zweiten und dritten Platz. Die Erstplatzierten erhalten mit ihrer Auszeichnung auch den Titel „Professor des Jahres“ bzw. „Professorin des Jahres“. Im Oktober jeden Jahres werden die zwölf Preisträgerinnen und Preisträger benannt. Die Auszeichnung der Erstplatzierten findet auf Wunsch der Geehrten im Rahmen einer akademischen Feier an ihrer jeweiligen Hochschule statt.

## Schirmherrschaft
Die Auszeichnung untersteht der Schirmherrschaft des Bundesministeriums für Bildung und Forschung sowie des Bundesministeriums für Wirtschaft und Klimaschutz.

## Rezeption
Über die Auszeichnungen wird in der Presse und im TV berichtet.